# Edith Rimkus-Beseler
Edith Rimkus-Beseler (* 14. Dezember 1926 als  Edith Rimkus in Groß Brittanien (Ostpreußen); † 22. April 2016 in Hinzenhagen) war eine deutsche Fotografin, Erzählerin und Kunsterzieherin.

## Leben
Edith Rimkus erlernte nach dem Besuch der Volksschule den Beruf der technischen Zeichnerin in der Schichau-Werft in Königsberg.
1945 floh sie über Hamburg nach Sachsen und wurde dort Neulehrer. Später studierte sie an der Akademie der Bildenden Künste Dresden bei Josef Hegenbarth und Hans Grundig und nahm eine Ausbildung in der Werkstatt des Fotografen Pan Walther in Dresden-Loschwitz auf. Um sich eine Kamera kaufen zu können, arbeitete sie kurzzeitig als Markscheider im Wismut-Bergbau.
Sie übersiedelte nach Berlin, arbeitete beim Verlag Volk und Wissen und war dann in der Fachschule für Grafik und Buchkunst in Berlin-Schöneweide Leiterin der Fachklasse für Fotografie. Einer ihrer Schüler war Hans-Joachim Schauß. Später war sie freiberuflich für Zeitschriften und Verlage in Berlin tätig.
Rimkus-Beseler war an der Produktion und Herausgabe von Bildbänden und Kinderbüchern beteiligt. Sie erwarb bei Karl Manthey ein Diplom als Fachlehrerin für Kunsterziehung an der Humboldt-Universität Berlin und war als Kunsterzieherin und freiberufliche Fotografin tätig.
Edith Rimkus-Beseler war Mitglied der Fédération Internationale de l'Art Photographique (AFIAP) und von 1952 bis 1990 des Verbands Bildender Künstler der DDR. Sie hatte im In- und Ausland eine bedeutende Zahl von Einzelausstellungen und Ausstellungsbeteiligungen und erhielt mehrere Auszeichnungen, u. a. als Artiste FIAP, im Wettbewerb Schönste Bücher der DDR und als Aktivist der sozialistischen Arbeit.
Sie war mit dem Schriftsteller Horst Beseler (1925–2020) verheiratet und seit vierzig Jahren mit der Familie in einem ehemaligen Bauernhof in Hinzenhagen sesshaft.